# Expres-Johnny
Expres-Johnny er en amerikansk stumfilm fra 1921 af George Beranger og Johnny Hines.

## Medvirkende
- Johnny Hines som Johnny 'Burn 'em Up' Barnes
- Edmund Breese som Cole
- Betty Carpenter som Madge Thompson
- George Fawcett som Flannel
- J. Barney Sherry som Whitney Barnes
- Matthew Betz som Ed Scott
- Richard Thorpe som Stephen Thompson
- Julia Swayne Gordon som Mrs. Whitney Barnes
- Dorothy Leeds som Betty Scott
- Harry Frazer som Francis Jones
- Billy Boy Swinton